# Saguache County
Saguache County is een county in de Amerikaanse staat Colorado.
De county heeft een landoppervlakte van 8.206 km² en telt 5.917 inwoners (volkstelling 2000). De hoofdplaats is Saguache.

## Impressie

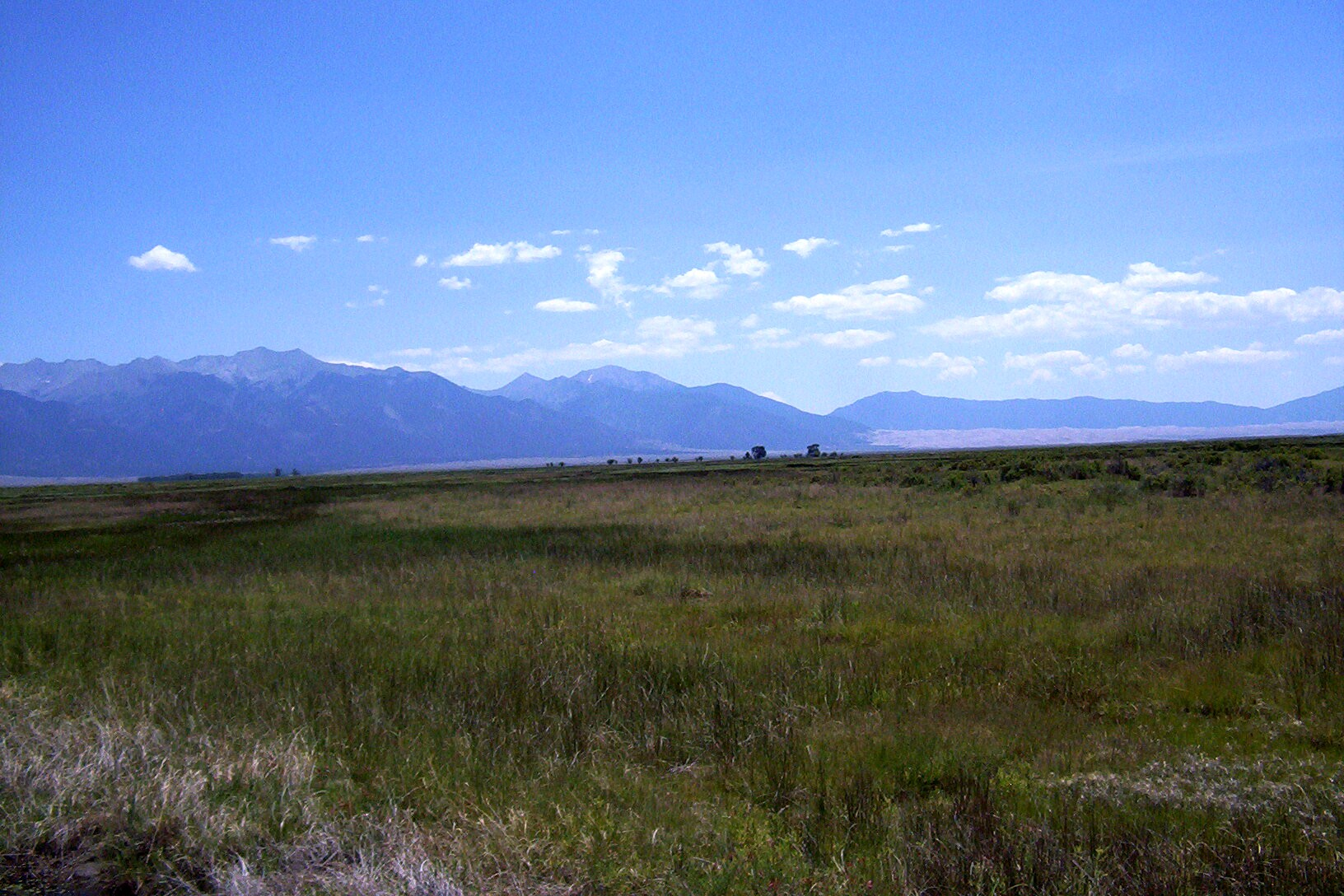
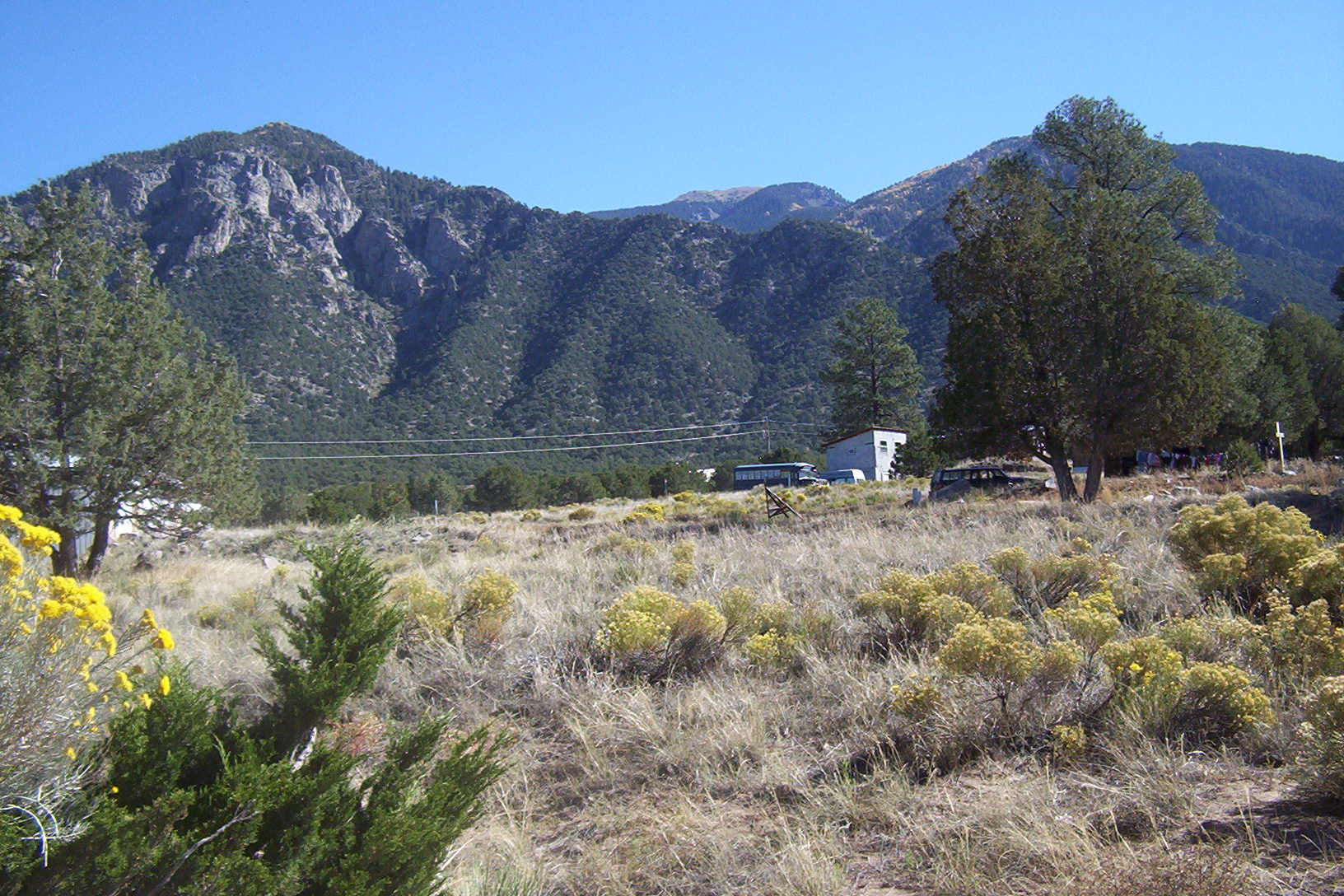
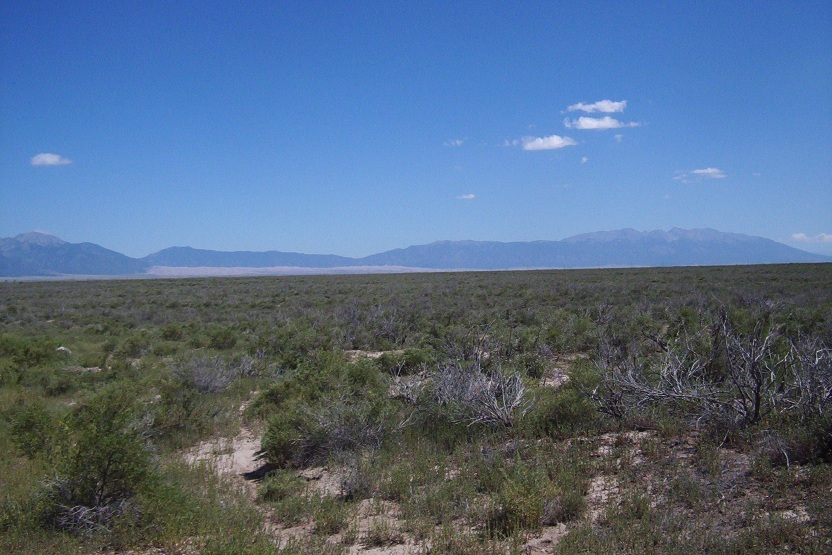